# Telegolfo RTG
Telegolfo-RTG è un'emittente televisiva comunitaria della provincia di Latina, visibile in Campania, nel Lazio meridionale e parte del Molise, sul canale 810 del digitale terrestre.
Ha avuto origine negli anni '80 da un'emittente radiofonica nata con il nome RTG-RadioTeleGolfo (92.5 MF), direttore dei programmi Giovanni D'Onofrio; in seguito ha cambiato nome in RadioTeleGolfo-RTG ed infine in Telegolfo-RTG. Dopo diversi anni in cui ha cessato le trasmissioni rinascendo nel 2005 sotto la direzione di Giuseppe Capuano.